# Pierrefitte-en-Cinglais
Pierrefitte-en-Cinglais (Ausspracheⓘ) ist eine französische Gemeinde mit 237 Einwohnern (Stand 1. Januar 2022) im Département Calvados in der Region Normandie. Sie gehört zum Arrondissement Caen und zum Kanton Falaise.

## Nachbargemeinden
Pierrefitte-en-Cinglais grenzt an folgende Gemeinden:
| Saint-Omer    | Meslay                                      | Bonnœil       |
| La Pommeraye  | Kompassrose, die auf Nachbargemeinden zeigt | Tréprel       |
| Cossesseville | Pont-d’Ouilly                               | Pont-d’Ouilly |

## Bevölkerungsentwicklung
| Jahr                       | 1962 | 1968 | 1975 | 1982 | 1990 | 1999 | 2006 | 2019 |
| Einwohner                  | 301  | 305  | 279  | 285  | 237  | 233  | 247  | 247  |
| Quellen: Cassini und INSEE |      |      |      |      |      |      |      |      |

## Sehenswürdigkeiten
- Kirche Saint-Pierre-et-Saint-Paul aus dem 18. Jahrhundert, als Kulturgut klassifiziert;[1] ein Baldachin samt Altar im Inneren aus dem 17. Jahrhundert ist seit 1908 gesondert als Monument historique eingestuft[2]
- Schloss aus dem 17. Jahrhundert, Kulturgut[3]
- zahlreiche Häuser und Bauernhöfe aus dem 16., 18. und 19. Jahrhundert, die ebenfalls als Kulturgut ausgewiesen sind[4]

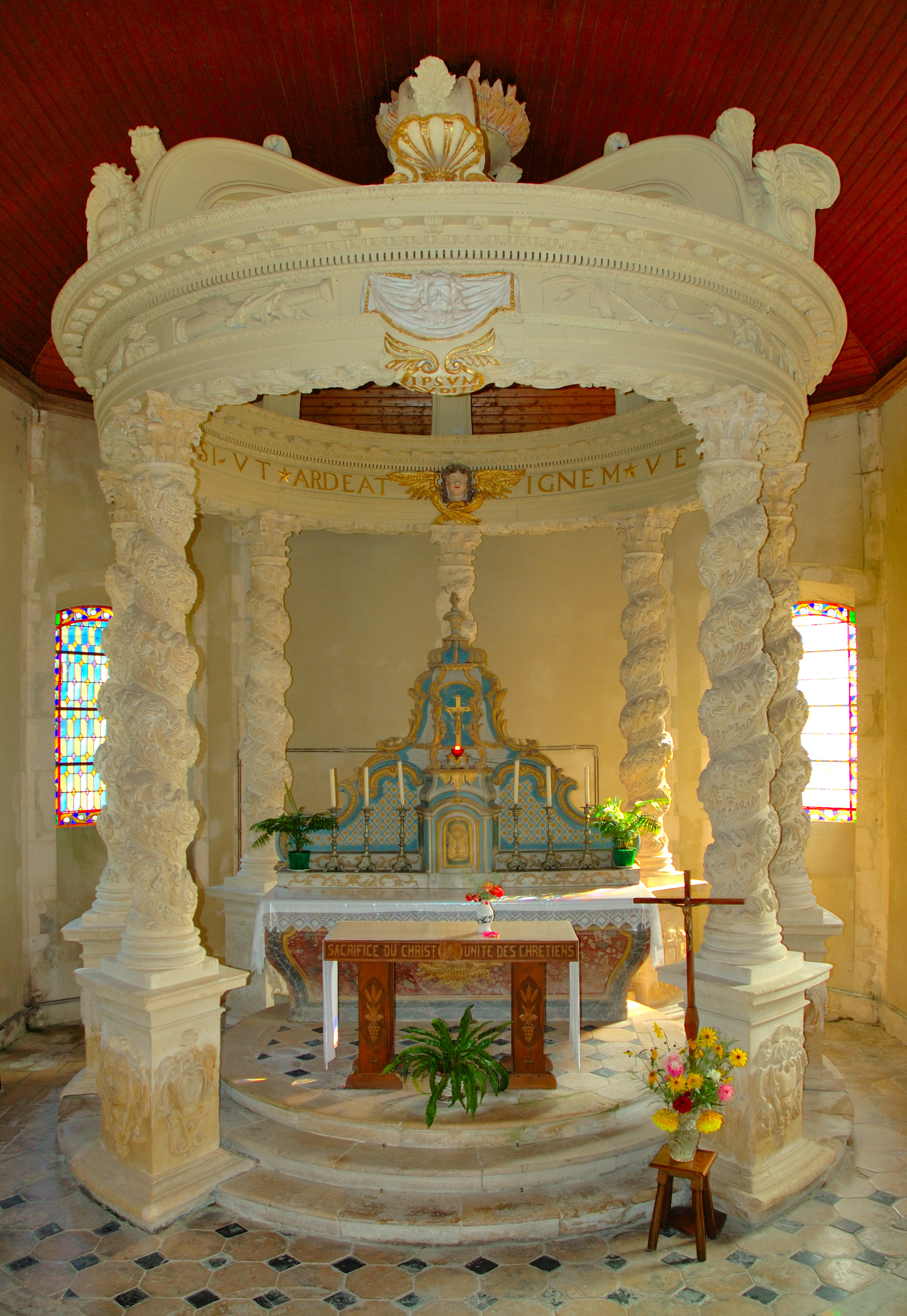
Der Baldachin mit Altar